# Alltours
Alltours Flugreisen GmbH (Alltours) er et tysk rejsebureau med hovedkvarter i Düsseldorf. I 2020 havde de en omsætning på 455 mio. euro samt 1.674 ansatte.
15. januar 1974 etableret et mindre rejsebureau i Kleve af Willi Verhuven. 